# NGC 3001
NGC 3001 é uma galáxia espiral barrada (SBbc) localizada na direcção da constelação de Antlia. Possui uma declinação de -30° 26' 13" e uma ascensão recta de 9 horas, 46 minutos e 18,5 segundos.
A galáxia NGC 3001 foi descoberta em 30 de Março de 1835 por John Herschel.